# Dyskonto rzeczywiste składane
Dyskonto składane (rzeczywiste) – wartość, o jaką należy pomniejszyć przyszłą wartość kapitału, aby otrzymać obecną wartość kapitału przy założeniu określonego poziomu oprocentowania składanego oraz ustalonego czasu oprocentowania.

## Obliczanie dyskonta składanego
Oznaczmy:
- {\displaystyle PV} – wartość bieżąca kapitału,
- {\displaystyle FV} – wartość przyszła kapitału,
- {\displaystyle D} – dyskonto,
- {\displaystyle r} – stopa zwrotu,
- {\displaystyle t} – liczba okresów kapitalizacji.

Dyskonto stanowi różnicę pomiędzy wartością przyszłą a wartością bieżącą:
{\displaystyle D=FV-PV}
Ze względu na założone oprocentowanie składane, prawdziwa jest zależność:
{\displaystyle PV={\frac {FV}{(1+r)^{t}}}}
Wobec tego:
{\displaystyle D=FV-{\frac {FV}{(1+r)^{t}}}=FV\left(1-{\frac {1}{(1+r)^{t}}}\right)}
Zatem:
{\displaystyle D=FV\left(1-{\frac {1}{(1+r)^{t}}}\right)}